# L'Homme qui rit (film, 2012)
Pour les articles homonymes, voir L'Homme qui rit (homonymie).
Pour plus de détails, voir Fiche technique et Distribution.
L'Homme qui rit est un film dramatique français écrit et réalisé par Jean-Pierre Améris, sorti en 2012.
Le film est présenté hors compétition à la Mostra de Venise 2012.

## Synopsis
Le film est une adaptation du roman éponyme de Victor Hugo qui relate l'histoire de Gwynplaine, surnommé l'« Homme qui rit » en raison de ses cicatrices au visage.

## Fiche technique
Sauf indication contraire, les informations mentionnées dans cette section peuvent être confirmées par la base de données cinématographiques IMDb,  présente dans la section « Liens externes ».
- Titre original : L'Homme qui rit
- Titre international : The Man Who Laughs
- Réalisation : Jean-Pierre Améris
- Scénario : Jean-Pierre Améris et Guillaume Laurant, d'après l'œuvre éponyme de Victor Hugo
- Direction artistique : Vincent Dizien
- Décors : Franck Schwarz
- Costumes : Olivier Bériot
- Photographie : Gérard Simon
- Montage : Philippe Bourgueil
- Musique : Stéphane Moucha
- Production : Thomas Anargyros et Édouard de Vésinne
- Société de production : EuropaCorp
- Société de distribution : EuropaCorp Distribution
- Budget : 13 000 000 d'euros[1],[2]
- Pays d'origine :  France
- Langue officielle : français
- Format : couleur
- Genre : drame
- Durée : 95 minutes
- Dates de sortie :
  - Belgique, France : 26 décembre 2012
  - Canada : 29 mars 2013[3]

## Distribution
- Gérard Depardieu : Ursus
- Marc-André Grondin : Gwynplaine
- Emmanuelle Seigner : la duchesse Josiane
- Christa Theret : Déa
- Arben Bajraktaraj : Hardquanone
- Serge Merlin : Barkilphedro
- Christèle Tual : Clémence
- Swann Arlaud : Sylvain
- Brice Fournier : Combarel
- Fanie Zanini : Déa, enfant
- Romain Morelli : Gwynplaine, enfant
- Vincent de Boüard : le magistrat
- Věra Kubánková : dame de la cour

## Production
Après avoir vu à la télévision L'Homme qui rit de Jean Kerchbron en 1971, alors qu'il n'avait que dix ans, et, plus tard, lu le roman éponyme, Jean-Pierre Améris avait adoré le personnage de Gwynplaine et « cette grande histoire d'amour entre un balafré et une jeune aveugle ». Le réalisateur traduit alors le roman en scénario en compagnie de Guillaume Laurant afin d'en faire un film.
Le tournage s'est déroulé entre janvier et février 2012 dans les Studios Barrandov, à Prague, République tchèque. Plus de deux cents figurants tchèques ont été employés pour le besoin du film.
Les premières images du film sont dévoilées au début de mai 2012.

## Accueil

### Sorties internationales
L'Homme qui rit s'est révélé hors compétition de la sélection officielle en clôture de la Mostra de Venise 2012 du 29 août au 8 septembre 2012. Quatre jours plus tard après le jour de cette représentation, le film est projeté le 16 septembre 2012 au Festival du film français d'Helvétie à Bienne dans le canton de Berne en Suisse.
Un mois plus tard, le film reçoit le prix Claude Chabrol le 16 octobre 2012 au Festival du film du Croisic : De la page à l'image.

### Box-office
Malgré le lourd budget, le film n'a attiré que 143 983 entrées dans les salles françaises. Au niveau mondial, le film cumule environ 250 000 entrées grâce à de bons résultats à l'étranger, notamment en Corée du Sud où le film a connu un joli succès[réf. souhaitée].